# Chikungunya-Virus
Das Chikungunya-Virus (CHIKV) ist ein behülltes Einzel(+)-Strang-RNA-Virus [ss(+)RNA] und gehört zur Gattung Alphavirus aus der Familie der Togaviridae. Außerdem gehört das Virus zur Gruppe der Arboviren, wird also durch den Stich von Gliederfüßern übertragen. Die Entdeckung des Erregers gelang im Jahr 1953. Beim Menschen verursacht das Virus das Chikungunya-Fieber.

## Merkmale
Das Virion (Virusteilchen) hat einen Durchmesser von etwa 60 nm und gehört damit zu den kleineren Viren.
In den vergangenen fünf Jahren wurde das Genom mehrerer Varianten des Chikungunya-Virus vollständig sequenziert und vergleichend analysiert. Es hat eine Länge von etwa 11.700 Basen (1,2×104) und enthält zwei Gene: das Gen eines aus 2.474 Aminosäuren bestehenden Nichtstruktur-Polyproteins und das Gen eines aus 1.248 Aminosäuren bestehenden Struktur-Polyproteins. Beide Polyproteine sind Vorläufer und werden nach ihrer Synthese in mehrere Einzelproteine gespalten. Aus dem Nichtstruktur-Polyprotein entstehen die Einzelproteine nsP1 bis nsP4, aus dem Struktur-Polyprotein die Einzelproteine C (Strukturprotein des Viruscapsids), E1 bis E3 (Struktur-Glykoproteine der Virushülle) und 6K. Das Protein nsP4 übernimmt vermutlich die Funktion einer RNA-Polymerase und dient somit der Vermehrung des Virusgenoms.
Das Virus und seine Varianten sind empfindlich gegen Hitze (über 58 °C), Austrocknung, Seife und Desinfektionsmittel.

## Vorkommen

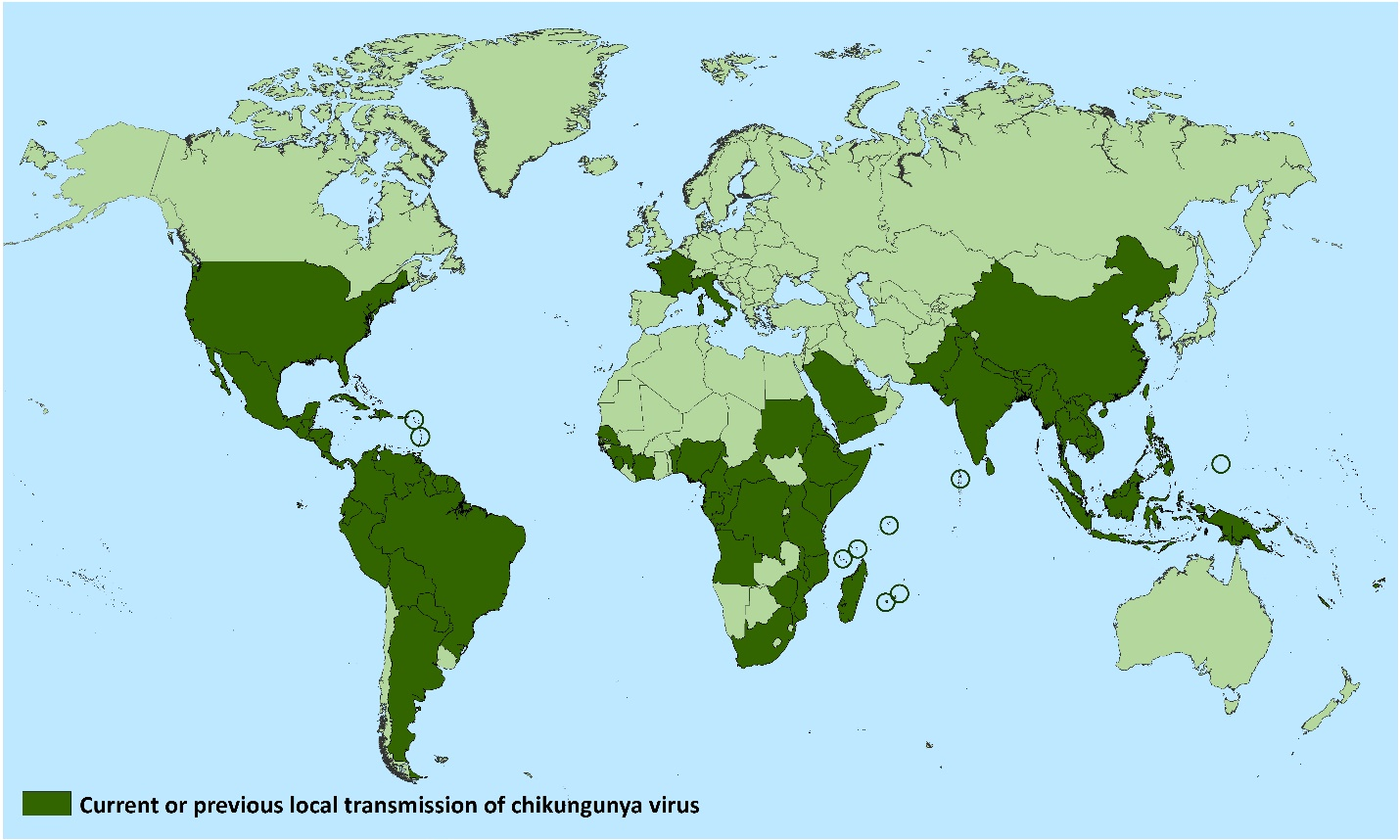
Geografische Verbreitung (2019)

Entsprechend der unterschiedlichen geographischen Verbreitung des Virus wird es heute in fünf verschiedene Varianten eingeteilt, die sich genetisch unterscheiden: eine westafrikanische, eine zentralafrikanische, eine ost- und südafrikanische, eine des Indischen Ozeans sowie eine asiatische.
Ein Stamm ist 2008 erstmals in Südeuropa aufgetreten. Es wird darüber spekuliert, dass das Virus auch bald in Nordamerika grassieren könne.
Ein gehäuftes Vorkommen des Chikungunyafiebers wurde 2014 insbesondere aus folgenden Ländern bzw. Gebieten berichtet: aus Senegal, Gambia, Guinea, Tansania, aus dem Süden und Südosten Asiens (Philippinen, Malaysia, Thailand, Kambodscha, Myanmar, Sri Lanka, Indien, Indonesien, Saudi-Arabien) sowie seit Ende 2013 auch aus einigen karibischen Inseln und aus Südamerika.

## Übertragung

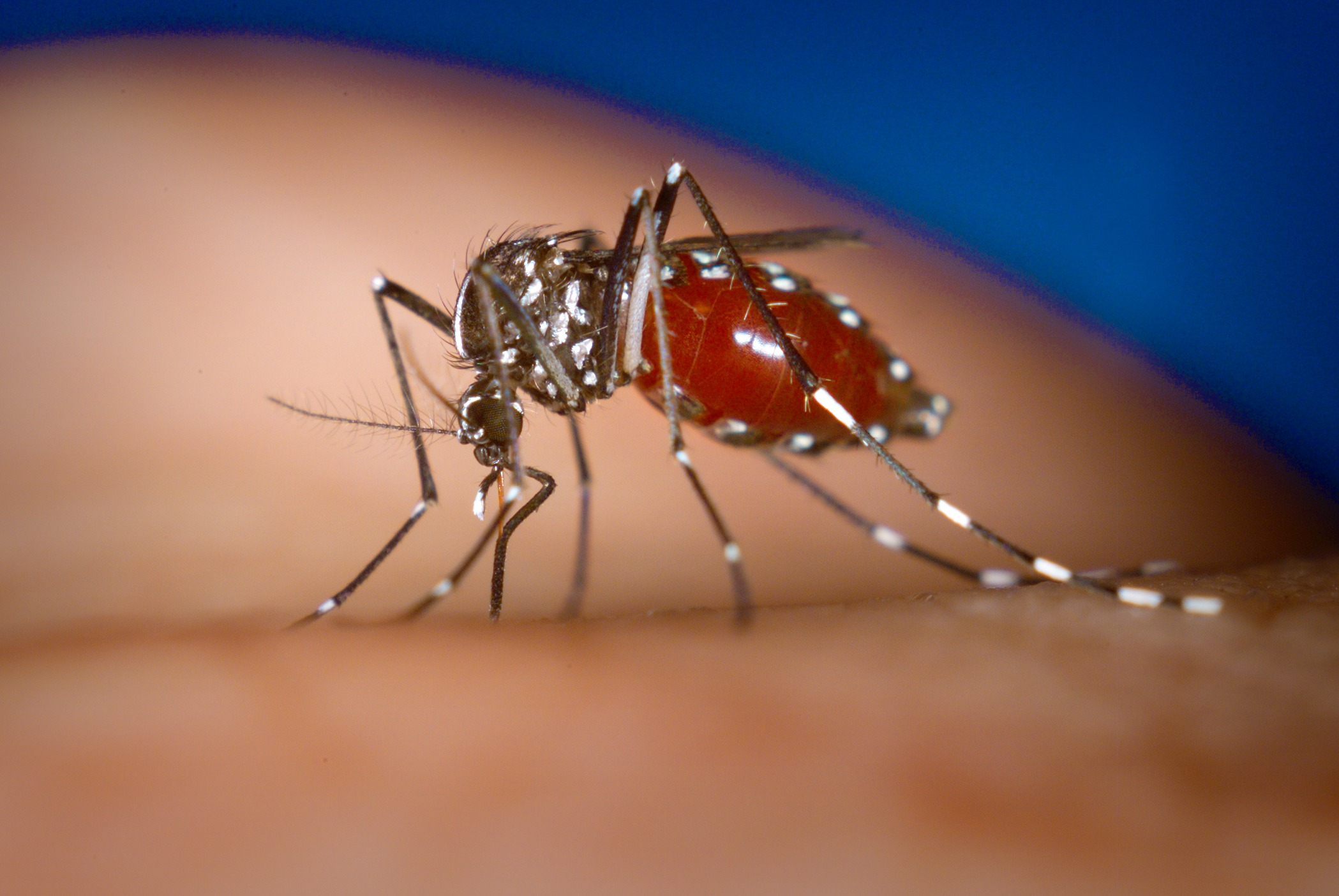
Weibliche Stechmücke der Art Aedes albopictus, ein wichtiger Überträger des Chikungunya-Fiebers

Das Chikungunya-Virus kann theoretisch durch den Stich verschiedener Stechmücken der Gattungen Malariamücken (Anopheles), Aedes, Culex und Mansonia übertragen werden. Bislang sind als eindeutige Überträger (Vektoren) die Gelbfiebermücke Aedes aegypti (seit 2004 auch Stegomyia aegypti) und die ursprünglich aus Ostasien stammende Asiatische Tigermücke Aedes albopictus (seit 2004 auch Stegomyia albopicta) nachgewiesen.
Durch eine Punktmutation in einer Aminosäure ist ein neuer Stamm entstanden (CHIKV 06.21), der höhere Pathogenität und damit eine fast doppelt so hohe Viruslast in der Tigermücke zur Folge hat wie nicht mutierte Stämme. Dies ist auf bessere Überlebenschancen des Virus im Verdauungssystem der Mücke zurückzuführen. Auch diese nur zwei bis zehn Millimeter große, schwarz-weiß gestreifte und sehr aggressive Mücke, die am Tage sticht und dies teilweise sogar durch die Kleidung hindurch, hat sich weltweit ausgebreitet und überträgt neben dem Chikungunya-Fieber auch noch das Dengue-Fieber, Gelbfieber, West-Nil-Fieber und weitere Krankheiten. Diese Mückenart kommt mittlerweile (überwiegend in den heißen Sommermonaten) auch in Südeuropa vor, doch sind hier bislang noch keine mit dem Chikungunya-Virus infizierten Exemplare festgestellt worden.

## Infektionsfolgen
Das klinische Krankheitsbild des von diesem Virus ausgelösten Chikungunya-Fiebers und die möglichen Übertragungszyklen (Mensch-Mensch = urbaner Zyklus bzw. Tier-Mensch = silvatischer Zyklus) ähneln teilweise dem Dengue-Fieber bzw. Gelbfieber. Das Chikungunya-Virus ist eng mit dem das O’nyong-nyong-Fieber verursachenden O'nyong-nyong-Virus (ONNV) verwandt.
Als Reservoirwirte sind bislang Affen und Nagetiere festgestellt worden.

## Historisches
1986 sorgte eine Meldung über das amerikanische Biowaffenlabor in Fort Detrick für Unruhe. Im Jahre 1981 seien zwei Liter mit Chikungunya-Virus entwendet worden. Die Tatsache gelangte durch Indiskretion eines ehemaligen Mitarbeiters an die Öffentlichkeit.

## Meldepflicht
In Deutschland ist der direkte oder indirekte Nachweis namentlich meldepflichtig nach § 7 des Infektionsschutzgesetzes (IfSG), soweit der Nachweis auf eine akute Infektion hinweist. Die Meldepflicht betrifft in erster Linie die Leitungen von Laboren (§ 8 IfSG).
In der Schweiz ist der positive laboranalytische Befund für Laboratorien meldepflichtig und zwar nach dem Epidemiengesetz (EpG) in Verbindung mit der Epidemienverordnung und Anhang 3 der Verordnung des EDI über die Meldung von Beobachtungen übertragbarer Krankheiten des Menschen.